# SN 2004aa
SN 2004aa – supernowa odkryta 16 lutego 2004 roku w galaktyce A043402-6754. W momencie odkrycia miała maksymalną jasność 20,20m.